# دشمن ما همینجاست دروغ میگن آمریکاست
دشمن ما همینجاست دروغ میگن آمریکاست یک شعار اعتراضی در ایران است که در مقام نقد سیاست‌های نظام حاکم ایران در قبال آمریکاستیزی استفاده می‌شود. مردم ایران در اعتراضات مختلف از آن استفاده کرده‌اند. از جمله اعتراضات سال ۱۳۹۷ کازرون، اعتراضات کشاورزان اصفهان، بازنشستگان تأمین اجتماعی در اراک، کارگران هفت‌تپه شوش، اعتراضات ۱۳۹۸ ایران، اعتراضات آب آبادان و اعتراض به تقسیمات کشوری در نماز جمعه کازرون. رضا پهلوی در دسامبر ۲۰۱۸ با اشاره به این شعار گفته‌است که جامعه ایران وارد دوران جدیدی از مخالفت با جمهوری اسلامی شده‌است. به گفتهٔ رادیو فردا، این دست شعارها شاید به دلیل تصور سالم‌تر محرومان از آمریکا است.